# Journal of Consciousness Studies

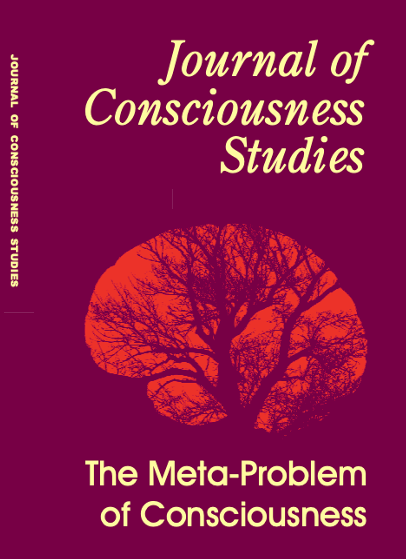

Il  Journal of Consciousness Studies  è una rivista accademica interdisciplinare, sottoposta a revisione paritaria e pubblicata mensilmente dall'editore Imprint Academic. Il direttore è Valerie G. Hardcastle, docente all'Università di Cincinnati, che nei primi anni 2000 ha sostituito Joseph Goguen, professore di informatica all'Università della California e ad Oxford.
Gli articoli comprendono atti di conferenze, come la Toward a Science of Consciousness annuale dell'Università dell'Arizona, e, più raramente, dei paper accademici, eventualmente pubblicati in due numeri successivi.
I testi sono redatti in un linguaggio non specialistico, finalizzato a rendere i contenuti accessibili agli esperti delle altre discipline, così come ad un pubblico generalista.
Fra gli autori, si annoverano studiosi delle discipline umanistiche, delle scienze naturali e delle scienze sociali, di filosofia, teoria critica, religioni comparate e mistica. Ad aprile del 2010 è uscito in stampa un numero speciale per la seconda Online Consciousness Conference del CUNY di New York, alla quale presero parte Ned Block, David Rosenthal e David Chalmers.